# Bilan saison par saison des Hornets de Charlotte

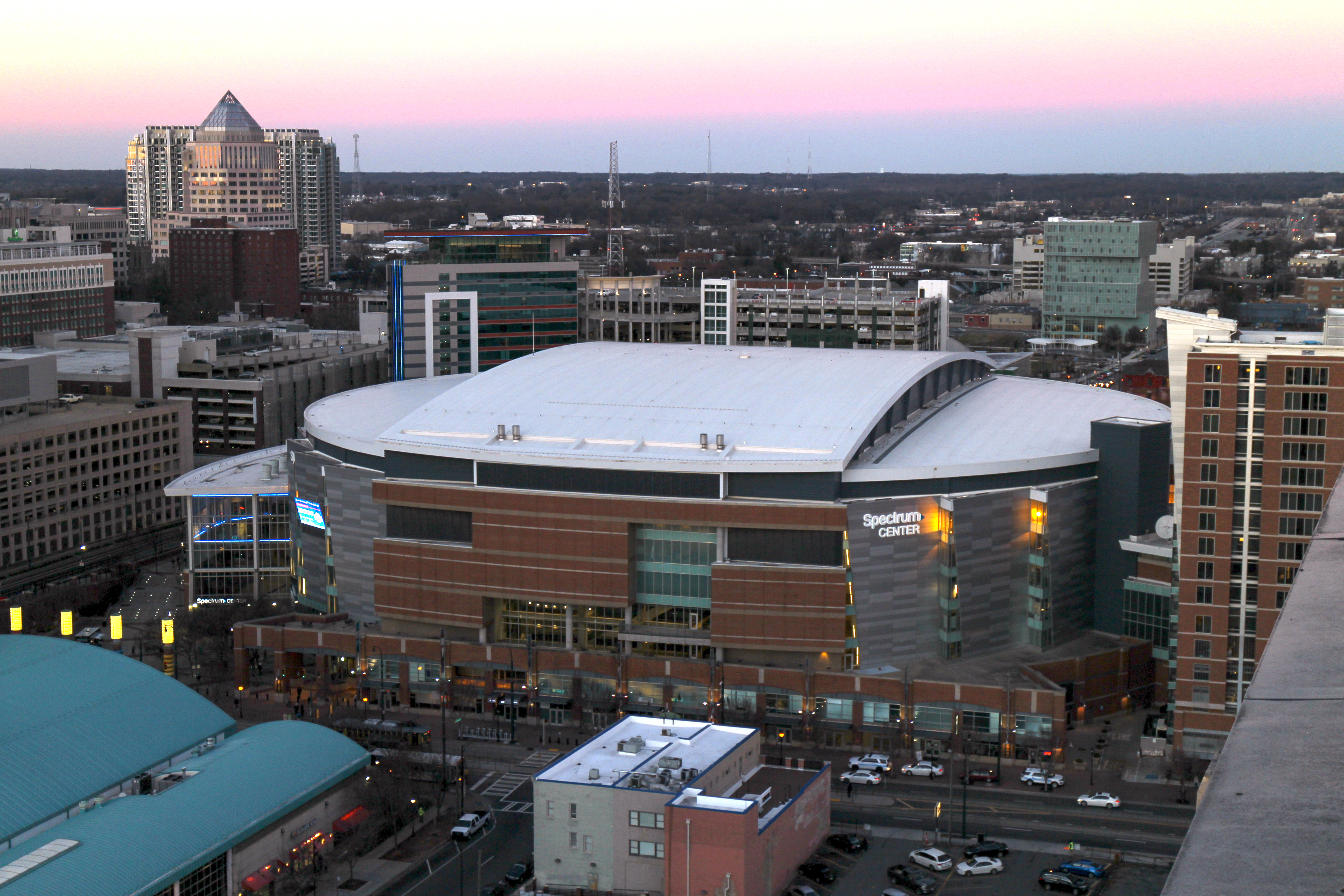
Le Spectrum Center est l'arène des Hornets.

Le tableau suivant est un bilan saison par saison des Hornets de Charlotte avec les performances réalisées par la franchise depuis 1988.
| Saison            | Équipe             | Conférence         | Conférence         | Division           | Division           | Saison régulière   | Saison régulière   | Saison régulière   | Playoffs                                                                                       | Entraîneur principal     | Réf.               |
| Saison            | Équipe             | Conférence         | Conférence         | Division           | Division           | V                  | D                  | PCT                | Playoffs                                                                                       | Entraîneur principal     | Réf.               |
| ----------------- | ------------------ | ------------------ | ------------------ | ------------------ | ------------------ | ------------------ | ------------------ | ------------------ | ---------------------------------------------------------------------------------------------- | ------------------------ | ------------------ |
| Charlotte Hornets |                    |                    |                    |                    |                    |                    |                    |                    |                                                                                                |                          |                    |
| 1988-89           | 1988-89            | Est                | 12e                | Atlantique         | 6e                 | 20                 | 62                 | 24,4%              | -                                                                                              | Dick Harter              | [ 1 ]              |
| 1989-90           | 1989-90            | Ouest              | 14e                | Midwest            | 7e                 | 19                 | 63                 | 23,2%              | -                                                                                              | Dick Harter Gene Littles | [ 2 ]              |
| 1990-91           | 1990-91            | Est                | 12e                | Centrale           | 7e                 | 26                 | 56                 | 31,7%              | -                                                                                              | Gene Littles             | [ 3 ]              |
| 1991-92           | 1991-92            | Est                | 12e                | Centrale           | 6e                 | 31                 | 51                 | 37,8%              | -                                                                                              | Allan Bristow            | [ 4 ]              |
| 1992-93           | 1992-93            | Est                | 5e                 | Centrale           | 3e                 | 44                 | 38                 | 53,7%              | Victoire au premier tour (Boston, 3-1) Défaite en demi-finale de conférence (New York, 1-4)    | Allan Bristow            | [ 5 ]              |
| 1993-94           | 1993-94            | Est                | 9e                 | Centrale           | 5e                 | 41                 | 41                 | 50,0%              | -                                                                                              | Allan Bristow            | [ 6 ]              |
| 1994-95           | 1994-95            | Est                | 4e                 | Centrale           | 2e                 | 50                 | 32                 | 61,0%              | Défaite au premier tour (Chicago, 1-3)                                                         | Allan Bristow            | [ 7 ]              |
| 1995-96           | 1995-96            | Est                | 9e                 | Centrale           | 6e                 | 41                 | 41                 | 50,0%              | -                                                                                              | Allan Bristow            | [ 8 ]              |
| 1996-97           | 1996-97            | Est                | 6e                 | Centrale           | 3e                 | 54                 | 28                 | 65,9%              | Défaite au premier tour (New York, 0-3)                                                        | Dave Cowens              | [ 9 ]              |
| 1997-98           | 1997-98            | Est                | 4e                 | Centrale           | 3e                 | 51                 | 31                 | 62,2%              | Victoire au premier tour (Atlanta, 3-1) Défaite en demi-finale de conférence (Chicago, 1-4)    | Dave Cowens              | [ 10 ]             |
| 1998-99           | 1998-99            | Est                | 9e                 | Centrale           | 5e                 | 26                 | 24                 | 52,0%              | -                                                                                              | Dave Cowens Paul Silas   | [ 11 ]             |
| 1999-00           | 1999-00            | Est                | 4e                 | Centrale           | 2e                 | 49                 | 33                 | 59,8%              | Défaite au premier tour (Philadelphie, 1-3)                                                    | Paul Silas               | [ 12 ]             |
| 2000-01           | 2000-01            | Est                | 6e                 | Centrale           | 3e                 | 46                 | 36                 | 56,1%              | Victoire au premier tour (Miami, 3-0) Défaite en demi-finale de conférence (Milwaukee, 3-4)    | Paul Silas               | [ 13 ]             |
| 2001-02           | 2001-02            | Est                | 4e                 | Centrale           | 2e                 | 44                 | 38                 | 53,7%              | Victoire au premier tour (Orlando, 3-1) Défaite en demi-finale de conférence (New Jersey, 1-4) | Paul Silas               | [ 14 ]             |
| 2002-03           | Franchise inactive | Franchise inactive | Franchise inactive | Franchise inactive | Franchise inactive | Franchise inactive | Franchise inactive | Franchise inactive | Franchise inactive                                                                             | Franchise inactive       | Franchise inactive |
| 2003-04           | Franchise inactive | Franchise inactive | Franchise inactive | Franchise inactive | Franchise inactive | Franchise inactive | Franchise inactive | Franchise inactive | Franchise inactive                                                                             | Franchise inactive       | Franchise inactive |
| Charlotte Bobcats |                    |                    |                    |                    |                    |                    |                    |                    |                                                                                                |                          |                    |
| 2004-05           | 2004-05            | Est                | 14e                | Sud-Est            | 4e                 | 18                 | 64                 | 22,0%              | -                                                                                              | Bernie Bickerstaff       | [ 15 ]             |
| 2005-06           | 2005-06            | Est                | 13e                | Sud-Est            | 4e                 | 26                 | 56                 | 31,7%              | -                                                                                              | Bernie Bickerstaff       | [ 16 ]             |
| 2006-07           | 2006-07            | Est                | 12e                | Sud-Est            | 4e                 | 33                 | 49                 | 40,2%              | -                                                                                              | Bernie Bickerstaff       | [ 17 ]             |
| 2007-08           | 2007-08            | Est                | 12e                | Sud-Est            | 4e                 | 32                 | 50                 | 39,0%              | -                                                                                              | Sam Vincent              | [ 18 ]             |
| 2008-09           | 2008-09            | Est                | 10e                | Sud-Est            | 4e                 | 35                 | 47                 | 42,7%              | -                                                                                              | Larry Brown              | [ 19 ]             |
| 2009-10           | 2009-10            | Est                | 7e                 | Sud-Est            | 4e                 | 44                 | 38                 | 53,7%              | Défaite au premier tour (Orlando, 0-4)                                                         | Larry Brown              | [ 20 ]             |
| 2010-11           | 2010-11            | Est                | 10e                | Sud-Est            | 4e                 | 34                 | 48                 | 41,5%              | -                                                                                              | Larry Brown Paul Silas   | [ 21 ]             |
| 2011-12           | 2011-12            | Est                | 15e                | Sud-Est            | 5e                 | 7                  | 59                 | 10,6%              | -                                                                                              | Paul Silas               | [ 22 ]             |
| 2012-13           | 2012-13            | Est                | 14e                | Sud-Est            | 4e                 | 21                 | 61                 | 25,6%              | -                                                                                              | Mike Dunlap              | [ 23 ]             |
| 2013-14           | 2013-14            | Est                | 7e                 | Sud-Est            | 3e                 | 43                 | 39                 | 52,4%              | Défaite au premier tour (Miami, 0-4)                                                           | Steve Clifford           | [ 24 ]             |
| Charlotte Hornets |                    |                    |                    |                    |                    |                    |                    |                    |                                                                                                |                          |                    |
| 2014-15           | 2014-15            | Est                | 11e                | Sud-Est            | 4e                 | 33                 | 49                 | 40,2%              | -                                                                                              | Steve Clifford           | [ 25 ]             |
| 2015-16           | 2015-16            | Est                | 6e                 | Sud-Est            | 3e                 | 48                 | 34                 | 58,5%              | Défaite au premier tour (Miami, 3-4)                                                           | Steve Clifford           | [ 26 ]             |
| 2016-17           | 2016-17            | Est                | 11e                | Sud-Est            | 4e                 | 36                 | 46                 | 43,9%              | -                                                                                              | Steve Clifford           | [ 27 ]             |
| 2017-18           | 2017-18            | Est                | 10e                | Sud-Est            | 3e                 | 36                 | 46                 | 43,9%              | -                                                                                              | Steve Clifford           | [ 28 ]             |
| 2018-19           | 2018-19            | Est                | 9e                 | Sud-Est            | 2e                 | 39                 | 43                 | 47,6%              | -                                                                                              | James Borrego            | [ 29 ]             |
| 2019-20           | 2019-20            | Est                | 10e                | Sud-Est            | 4e                 | 23                 | 42                 | 35,4%              | -                                                                                              | James Borrego            | [ 30 ]             |
| 2020-21           | 2020-21            | Est                | 10e                | Sud-Est            | 4e                 | 33                 | 39                 | 45,8%              | -                                                                                              | James Borrego            | [ 31 ]             |
| 2021-22           | 2021-22            | Est                | 10e                | Sud-Est            | 3e                 | 43                 | 39                 | 52,4%              | -                                                                                              | James Borrego            | [ 32 ]             |
| 2022-23           | 2022-23            | Est                | 14e                | Sud-Est            | 5e                 | 27                 | 55                 | 32,9%              | -                                                                                              | Steve Clifford           | [ 33 ]             |
| 2023-24           | 2023-24            | Est                | 13e                | Sud-Est            | 4e                 | 21                 | 61                 | 25,6%              | -                                                                                              | Steve Clifford           | [ 34 ]             |
| 2024-25           | 2024-25            | Est                | 14e                | Sud-Est            | 4e                 | 19                 | 63                 | 23,2%              | -                                                                                              | Charles Lee              | [ 35 ]             |
| Saison régulière  | Saison régulière   | Saison régulière   | Saison régulière   | Saison régulière   | Saison régulière   | 1 193              | 1 602              | 42,7%              |                                                                                                |                          |                    |
| Playoffs          | Playoffs           | Playoffs           | Playoffs           | Playoffs           | Playoffs           | 23                 | 40                 | 36,5%              | Pas de titre NBA                                                                               | Pas de titre NBA         | Pas de titre NBA   |